# Monet (cabo submarino)

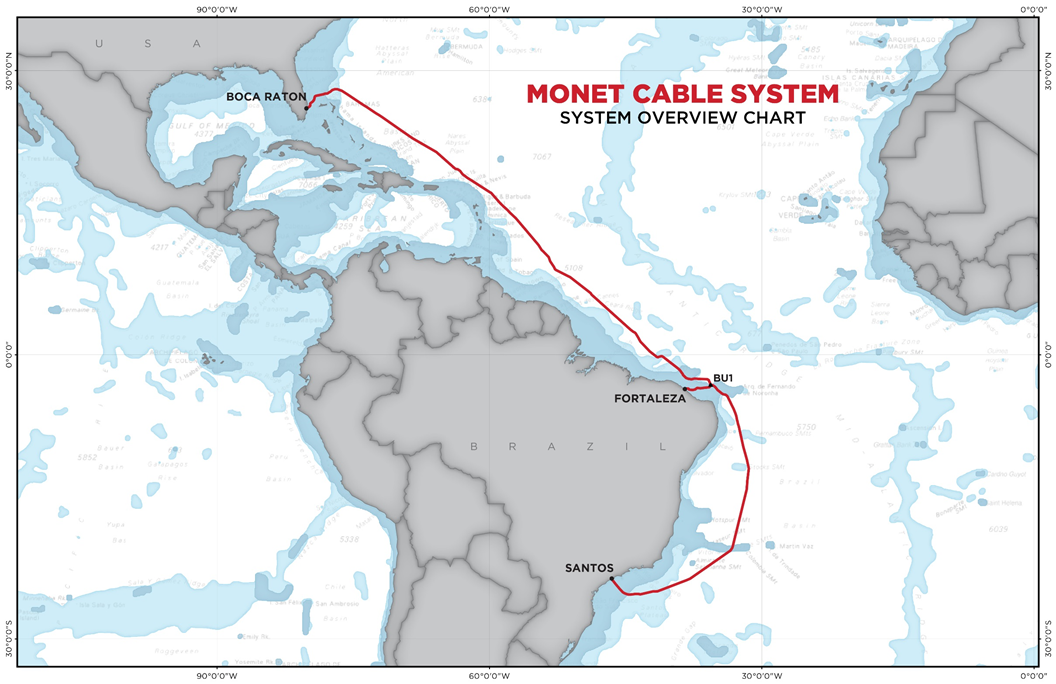
Rota proposta

O sistema de cabo submarino MONET é um cabo com 6 pares de fibras ópticas previsto para ser concluído no final de 2016, mas por conta de atrasos em sua execução deve ficar pronto somente após Julho de 2017. Ele vai conectar as cidades de Praia Grande e Fortaleza no Brasil com a cidade de Boca Raton na Flórida, Estados Unidos.
O fornecedor do projeto é a TE SubCom.
O novo cabo tem um comprimento de 10556 km (6,560 milhas) e possuí seis pares de fibras ópticas. Terá uma capacidade máxima inicial de até 72 Tbit/s (terabits por segundo). O cabo será operado por 4 empresas: Algar Telecom, Angola Cables, ANTEL, Google. A Equinix foi selecionada pelo consórcio Monet para receber a estação de instalação do cabo submarino em Boca Raton. 
A fusão final da fibra no mar ocorreu em novembro de 2016.
O cabo submarino teve sua licença de operação emitida pelo IBAMA em 26 de Janeiro de 2018.  E já se encontra em funcionamento.